# Липанто (Арканзас)
Липанто (енгл. Lepanto) град је у америчкој савезној држави Арканзас.

## Демографија
По попису из 2010. године број становника је 1.893, што је 240 (-11,3%) становника мање него 2000. године.
| Група             | 2000.         | 2010.         |
| Белци             | 1.741 (81,6%) | 1.502 (79,3%) |
| Афроамериканци    | 332 (15,6%)   | 281 (14,8%)   |
| Азијати           | 1 (0,0%)      | 1 (0,1%)      |
| Хиспаноамериканци | 45 (2,1%)     | 82 (4,3%)     |
| Укупно            | 2.133         | 1.893         |